# Willem Boesnach
Willem Boesnach (Eibergen, 16 april 1844 - Amsterdam, 25 juni 1917) was een Nederlands impresario en komedie-acteur.

## Biografie
Boesnach was een zoon van Soetje Boesnach en Petronelle Hart. Hij trouwde op 4 december 1867 met Adele Sophie Consael en kreeg met haar twee kinderen. Zij overleed in 1871. In 1874 trouwde Boesnach met de actrice Florentina Lorjé en samen kregen zij vijf kinderen. Een van hen was Jules Boesnach, die in Nederland en Duitsland bekend werd als 'pianohumorist'.

## Loopbaan
Boesnach was acteur in het Tivoli te Amsterdam. In 1874/75 gingen Boesnach en zijn vrouw naar Antwerpen, alwaar zij optraden in het theater Driessens. In 1877 kwamen beide weer terug om de ondergang van het Toneelgezelschap Henri Morriën (dat optrad in de schouwburgloge van Jac. Grader) te voorkomen.
Na zijn loopbaan als acteur werd hij impresario en later kunsthandelaar. Hij was onder andere impresario van het Weener operettegezelschap. De latere impresario Max van Gelder begon als secretaris van Willem Boesnach.

## Werken

### Vertalingen
- Als ik koning was (If I were king, Justin Huntly McCarthy), 1910[6]